# Gymnoscalpellum leoni
Gymnoscalpellum leoni är en kräftdjursart som först beskrevs av Zevina 1968.  Gymnoscalpellum leoni ingår i släktet Gymnoscalpellum och familjen Scalpellidae. Inga underarter finns listade i Catalogue of Life.